# Wranglers d'Austin
Stade
Les Wranglers d'Austin étaient une équipe de football américain en salle basée à Austin, au Texas. Ils ont joué quatre saisons dans l'Arena Football League, de 2004 à 2007 et ont passé une saison en af2, la ligue de développement de la AFL, en 2008. Ils ont fait des apparitions en playoffs de l'AFL en 2006 et en af2 en 2008. Ils ont disputé leurs matchs à domicile au Frank Erwin Center de l'université du Texas à Austin.

## Histoire
Les Wranglers commencent à jouer en février 2004 en tant qu’équipe d’extension de l'Arena Football League. Ils disputent leurs matchs à domicile au Frank Erwin Center, sur le campus de l'université du Texas, au sein de la division sud de la conférence nationale. La franchise ne doit pas être confondue avec une autre équipe de l'Arena Football appelée les Wranglers de l'Oklahoma, qui a joué les saisons 2000 et 2001 à Oklahoma City.
En 2004, les Wranglers ont un bilan de 8-8 avec des joueurs notables tels que le quarterback John Kaleo, Charlie Davidson et Darryl Hammond à la tête de la respectable campagne offensive des Wrangler. Les Wranglers sont toutefois incapables de se qualifier pour les playoffs, après trois défaites pour clore la saison.
La entre-saison de 2004 est relativement calme. Bryan Henderson, ancien joueur de l'équipe All-Rookie, fait partie des joueurs recrutés ainsi que l'OS Ira Gooch et le quarterback John Fitzgerald. L'ancien QB John Kaleo est échangé aux Avengers de Los Angeles contre de l'argent et des contreparties futures.
Le camp d’entraînement qui s’est ensuivi est marqué par la compétition entre le joueur agent libre John Fitzgerald, qui a récemment mené les VooDoo de La Nouvelle-Orléans aux playoffs, contre le remplaçant de 2004, Bobby Pesavento. Pesavento finit par vaincre Fitzgerald pour le poste de titulaire, bien que Fitzgerald joue quatre matchs dans la saison. John Fitzgerald est resté l’un des seuls points positifs d’une équipe épuisée, le Wrangler terminant 2005 avec un bilan de 6-10.
Conscient des échecs passés de 2004 et 2005, la direction de Wranglers a une entre-saison active. Les présidents d’équipe Doug MacGregor et Glyn Milburn font tous deux d’importantes re-signatures et signatures, parmi lesquelles Sedrick Robinson, Damon Mason, le meilleur tackleur de l’AFL, Donvetis Franklin, Donovan Arp, Derrick Lewis, Chance Mock et Marcus McKenzie.
Le mercredi 26 avril 2006, Deion Sanders, l'athlète aux multiples talents qui a pris sa retraite de la NFL, est devenu l'un des propriétaires de la franchise.
Le 7 mai 2006, les Wranglers gagnent leur première participation aux séries éliminatoires avec une victoire sur le Rampage de Grand Rapids. Malheureusement, ils sont éliminés après leur défaite face au Soul de Philadelphie au premier tour. Peu de temps après la fin de la saison des Wranglers, le propriétaire de l’équipe, Doug MacGregor, annonce le renvoi de Skip Foster, qui a mené les Wranglers à leur meilleure saison avec un bilan final de 10-6.
Après un mois de recherche du futur entraîneur-chef des Wranglers, Austin annonce le 29 juin 2006 que l'ancien coordonnateur offensif du Crush du Colorado, Brian Partlow, dirigera les Wranglers en 2007. Au cours de ses trois saisons en tant que coordonnateur offensif avec le Crush, Partlow établit une offensive respectée dans l'AFL et laquelle a réussi à gagner un Arena Bowl. Parallèlement à ce succès, Partlow a entraîné l'OS Damian Harrell qui sera joueur offensif de l’année deux saisons consécutives, tout en faisant de John Dutton, le cover-boy d'EA Sport's Arena Football, l'un des quarterbacks les plus redoutés de la ligue.
Le 15 septembre 2006, l'Arena Football League envoie une onde de choc à ses fans, annonçant la mise en œuvre de la substitution libre, éliminant ainsi de manière substantielle tout vestige d'une récompense très estimée de la Ligue de football, l'Ironman de l'AFL. Auparavant, les équipes étaient limitées à une substitution par quart-temps, ce qui oblige les wide receivers, les defensive backs, les joueurs de ligne offensifs et défensifs à jouer des deux côtés du ballon. On croyait fortement que les équipes profiteraient de ce changement pour recruter davantage d'anciens joueurs de la NFL et de la NFL Europa plutôt que de rechercher les talents existants déjà dans l'AFL. Un mois plus tard, en octobre, les Wranglers ont rapidement prouvé cette théorie. Après une ouverture relativement discrète de la période de free agency avec la signature de l'ancien spécialiste des défenses de la Force de la Géorgie, Nate Coggins, les Wranglers profitent de la règle de substitution libre pour signer un groupe assez important de rookies manquant d'expérience Y inclus l'ancien joueurs des Longhorns du Texas, Mike Williams. De plus, les Wranglers signent Adrian McPherson, rookie de l’année en 2004 et ancien quartback des Seminoles de Florida State.
Après le camp d’entraînement 2007, l’alignement des Wranglers est défini: sept rookies sont retenus (près du quart de l’équipe), tandis que Adrian McPherson, Nate Coggins, Anthony Hines et Chad Dukes sont les seuls agent libre vétérans de l’AFL à constituer l’équipe . Le reste de la formation reste le noyau principal de la série éliminatoire des Wrangler en 2006, comprenant le spécialiste défensif débutant Damon Mason et le wide receiver Derrick Lewis.
La saison 2007, qui allait être la dernière des Wrangler dans l’AFL, est en grande partie décevante. Adrian McPherson ne répond pas aux attentes et est coupé au milieu de la saison, tandis que la défense est parmi les pires de la ligue, se classant respectivement 18e et 17e en passes défensives et en réception.
Le 12 octobre 2007, l'équipe annonce qu'elle passe de l'AFL à l'af2 après de nombreuses spéculations. Le propriétaire a pris la décision en raison de difficultés financières.
Une nouvelle ère du football des Wranglers commence le 22 octobre 2007 avec la signature de Ben Bennett, membre du Hall of Fame de l'AFL, en tant qu'entraîneur-chef. En plus d’un CV impressionnant en tant que quarterback à l’université et dans la ligue, Bennett a aidé les Firecats de Floride à remporter un titre ArenaCup en 2004 et a accumulé un bilan de 56-33 avec les Wolves de Manchester de 2005 à 2007.
Bien qu’il ait chuté à af2 et envisagé de jouer au Cedar Park Entertainment Center pour réduire les coûts, le succès ne suit pas les Wranglers jusqu’en af2, alors que les difficultés financières persistaient. Le propriétaire annonce en septembre 2008 que la franchise cesserait ses activités et n'apparaîtrait pas en 2009.

## Saison par saison
| Saison                   | G  | P  | N | Classement final   | Playoffs                                          |
| ------------------------ | -- | -- | - | ------------------ | ------------------------------------------------- |
| Wranglers d'Austin (AFL) |    |    |   |                    |                                                   |
| 2004                     | 8  | 8  | 0 | 4e NC Southern     | --                                                |
| 2005                     | 6  | 10 | 0 | 5e NC Southern     | --                                                |
| 2006                     | 10 | 7  | 0 | 2e NC Southern     | Défaite au 1er tour, Soul de Philadelphie (35-52) |
| 2007                     | 4  | 12 | 0 | 5e NC Southern     | --                                                |
| Wranglers d'Austin (af2) |    |    |   |                    |                                                   |
| 2008                     | 8  | 9  | 0 | 2e Southwestern NC | Défaite 1er tour, Shock de Spokane (42-14)        |
| Total                    | 36 | 46 | 0 | (inclus playoffs)  | (inclus playoffs)                                 |

## Les joueurs
La dernière équipe ayant joué en AFL.
| Joueur           | Position | Université               |
| ---------------- | -------- | ------------------------ |
| Otis Amey        | WR       | Sacramento St.           |
| Donovan Arp      | OL/DL    | Louisville               |
| Damien Bauman    | OL/DL    | Nebraska                 |
| Greg Brown       | WR/DB,DB | Texas                    |
| Lang Campbell    | QB       | William & Mary           |
| Toure Carter     | WR/DB    | Ashland (OH)             |
| Nate Coggins     | DB       | Georgia Southern         |
| Erin Damond      | DB       | Southern                 |
| Akarika Dawn     | FB/LB    | Colorado                 |
| Chad Dukes       | RB       | Pittsburgh               |
| Terrance Ford    | DL       | Southern Mississippi     |
| Aaron Gibson     | T-G      | Wisconsin                |
| Deveron Harper   | DB       | Notre Dame               |
| Craig Heimburger | G        | Missouri                 |
| Anthony Hines    | WR       | Winston-Salem State (NC) |
| Kimani Jones     | OL/DL    | Arkansas State           |
| Donny Klein      | OL/DL    | Temple                   |
| Dane Krager      | FB/LB,LB | Angelo State (TX)        |
| Derrick Lewis    | WR       | San Diego St.            |
| Mark Lewis       | K        | Florida International    |
| Damon Mason      | WR/DB    | Southwestern Louisiana   |
| Tango McCauley   | OL,OL    | Baylor                   |
| Adrian McPherson | QB       | Florida State            |
| Chance Mock      | QB       | Texas                    |
| Monty Montgomery | DB       | Houston                  |
| Kevin Nickerson  | WR/DB,WR | Central Missouri State   |
| Joseph Oniwor    | LB       | Cerritos JC (CA)         |
| Ramon Richardson | OL/DL    | Oklahoma                 |
| Sedrick Robinson | WR/DB    | Kentucky Wesleyan        |
| Rob Schroeder    | DL       | Buffalo                  |
| Kabote Sikyala   | DB       | Middle Tennessee State   |
| Kenny Smith      | OL/DL,DL | Benedict College (SC)    |
| Eric Thomas      | OL       | Florida State            |
| Duvol Thompson   | DS,DB    | Pennsylvania             |
| Mike Williams    | DL       | Texas College            |
| Sakeen Wright    | WR/DB    | Rowan (NJ)               |

### Membres des Austin Wranglers au Hall of Fame de l'AFL
| Numéro | Joueur         | Année d'entrée | Position | Années aux Bruisers |
| ------ | -------------- | -------------- | -------- | ------------------- |
| 7      | Darryl Hammond | 2013           | WR/LB    | 2004                |

## Les entraîneurs
| Nom           | Terme     | Saison régulière | Saison régulière | Saison régulière | Saison régulière | Playoffs | Playoffs | Récompenses |
| ------------- | --------- | ---------------- | ---------------- | ---------------- | ---------------- | -------- | -------- | ----------- |
|               |           | G                | P                | N                | %                | G        | P        |             |
| Skip Foster   | 2004–2006 | 24               | 24               | 0                | .500             | 0        | 1        |             |
| Brian Partlow | 2007      | 4                | 12               | 0                | .250             | 0        | 0        |             |
| Ben Bennett   | 2008      | 8                | 8                | 0                | .500             | 0        | 1        |             |